# Sons and Daughters of Saint Lucia
Sons and Daughters of Saint Lucia (Nederlands: Zonen en dochters van Saint Lucia) is het volkslied van Saint Lucia en is sinds de onafhankelijkheid in 1979 officieel het volkslied. De tekst is geschreven door Charles Jesse, en de muziek door Leton Felix Thomas.

## Tekst
| Officiële tekst | Letterlijke vertaling |
| --- | --- |
| Sons and daughters of Saint Lucia, love the land that gave us birth, land of beaches, hills and valleys, fairest isle of all the earth. Wheresoever you may roam, love, oh, love your island home. Gone the times when nations battled for this 'Helen of the West', gone the days when strife and discord dimmed her children's toil and rest. dawns at last a brighter day, stretches out a glad new way. May the good Lord bless our island, guard her sons from woe and harm! May our people live united, strong in soul and strong in arm! Justice, Truth and Charity, our ideal for ever be! | Zonen en dochters van Saint Lucia, bemin het land dat ons ter wereld bracht, land van stranden, heuvels en dalen, mooiste eiland van de hele wereld. Waar jij ook moge ronddolen, bemin, o bemin jouw eiland, jouw thuis. Voorbij zijn de tijden toen naties oorlog voerden om deze 'Helena van het Westen', voorbij de dagen toen twist en tweedracht de arbeid en rust van haar kinderen verduisterden. Nu breekt eindelijk een helderdere dag aan, strekt een blije, nieuwe weg zich uit. Moge de goede Heer ons eiland zegenen, zijn zonen behoeden voor diepe pijn en kwaad! Moge ons volk verenigd leven, sterk van ziel en sterk van arm! Gerechtigheid, Waarheid en Naastenliefde wezen voor eeuwig ons ideaal! |